# Pinus leptokrempfii
Pinus leptokrempfii був видом великого хвойного дерева з родини Pinaceae. Це був ранній родич Pinus krempfii, існував у період олігоцену. Вимерлі види мали коротшу та вужчу хвою, ніж у Pinus krempfii, звідки назва «leptokrempfii», що походить від «lepto», означає «короткий і вузький». Перші зразки були описані в провінції Юньнань, Китай, де скам'янілості виявили помітну рису плоскої хвої, як Pinus krempfii. Pinus krempfii еволюціонував, щоб вижити в теплішому кліматі, наприклад у північному В’єтнамі, де він відколовся від Pinus leptokrempfii після олігоценового періоду. Скам'янілості цього виду були виявлені Цзянь-Вей Чжаном (китайським ботаніком) у 2021 році, і зрештою були поміщені в Pinus subect. Krempfianae.